# BMW E53
La BMW E53 è la prima generazione della BMW X5, un'autovettura di tipo SUV di fascia alta prodotta dalla casa automobilistica tedesca BMW dal 1999 al 2006.

## Profilo

### Genesi e debutto
Gli anni novanta sono stati il decennio che ha fatto registrare una tendenza della clientela, inizialmente meno marcata ma via via sempre più sostenuta, ad orientarsi verso vetture polivalenti che unissero la praticità di utilizzo di una station wagon e la possibilità di spostarsi anche in terreni accidentati come un fuoristrada, ma anche l'eleganza di una berlina. Questo genere di vetture, di solito di fascia alta, aveva trovato il suo primo e forse più famoso esponente nella Range Rover, il primo SUV europeo introdotto già nel 1970. Negli Stati Uniti questo genere di vetture era apprezzato anche negli anni precedenti, ma fu proprio negli anni settanta che cominciò a diffondersi rapidamente grazie a modelli come il Chevrolet K5 Blazer o il Ford Bronco, solo per citare i più famosi. Nel decennio seguente l'offerta si moltiplicò, in particolare proprio oltreoceano dove per i SUV il mercato era più ricettivo. Tra la fine degli anni ottanta e l'inizio degli anni novanta, però, tale tendenza cominciò a diffondersi anche nel Vecchio Continente grazie al successo di modelli come la Jeep Grand Cherokee e l'inossidabile Range Rover, giunta a quel punto dopo oltre vent'anni di carriera senza grosse modifiche rispetto al modello originario. Fu proprio in quegli anni che due dei tre marchi premium tedeschi (BMW e Mercedes-Benz), valutati i possibili sbocchi commerciali che i SUV potevano offrire anche nel mercato europeo, oltre che in quello nordamericano, avviarono due progetti relativi alla realizzazione dei rispettivi SUV di grossa taglia, SUV il cui assemblaggio sarebbe avvenuto proprio negli Stati Uniti, quasi a rimarcare l'importanza strategica dei due principali mercati nordamericani (USA e Canada). Dal progetto della Casa della Stella a tre punte sarebbe nata la prima generazione della Mercedes-Benz Classe M, ma questa è un'altra storia. Per quanto riguarda invece la BMW, vale la pena di citare il fatto che il 31 gennaio del 1994 la Casa di Monaco rilevò il 100% del pacchetto azionario del Gruppo Rover per una cifra pari ad 800 milioni di sterline (corrispondenti a circa 2 000 miliardi di lire dell'epoca). L'evento, che colse di sorpresa tutto il mondo automobilistico compresa la stampa specializzata, suscitò perplessità poiché si ritenevano difficoltose le sinergie tra i due marchi. Ma il primo passo compiuto dalla BMW dopo l'acquisizione della Rover fu proprio quello di sfruttare il know-how del gruppo inglese nel campo dei SUV per concretizzare il progetto E53 della stessa BMW, progetto volto alla realizzazione del suo primo SUV. Nel contempo la Casa di Monaco decise di rinfrescare il best seller Range Rover, dando così vita in seguito alla seconda serie del SUV inglese. Da questo modello la BMW riprese alcune componenti che miscelò con la base meccanica della berlina E39 per dare vita al pianale adatto per il suo inedito SUV.
Per quanto riguarda il disegno del corpo vettura, tale lavoro fu affidato a Chris Bangle, il controverso e tanto discusso Responsabile del Design BMW. Egli puntò molto sul talento creativo del collega Chris Chapman ed insieme diedero vita ad un disegno che effettivamente riscosse successo presso i piani alti del quartier generale della Casa dell'Elica: nel 1996 il disegno della carrozzeria fu approvato e congelato dai vertici BMW.
La scelta del sito di produzione del SUV non pose problemi, poiché già la Casa tedesca disponeva negli USA di uno stabilimento dove già dalla metà degli anni novanta veniva assemblata la roadster Z3 (ma lo stabilimento era attivo già dall'8 settembre 1994). Piuttosto fu più impegnativa l'opera di ingrandimento dell'impianto per far spazio anche alle linee di montaggio del nuovo SUV. Vennero perciò stanziati 650 milioni di dollari per raddoppiare la superficie dello stabilimento di Spartanburg (Carolina del Sud).
A metà del 1998 i primi prototipi vennero sorpresi sulle strade americane per i consueti test su strada, mentre a fine anno vennero diffuse le prime foto ufficiali.
La presentazione al pubblico si ebbe nel gennaio del 1999 al Salone di Detroit: nacque così la X5, dove la lettera X indicava la presenza della trazione integrale permanente e la cifra 5 indicava la parentela tecnica con la Serie 5 di quegli anni. Da lì in poi, e specialmente con l'ampliamento della gamma di SUV BMW negli anni successivi, si cominciò a parlare di Serie X. Per il primo anno di commercializzazione la X5 fu presente solo nei listini nordamericani, mentre a partire dalla primavera del 2000 cominciò ad essere commercializzata anche in Europa.

#### Design esterno ed interno

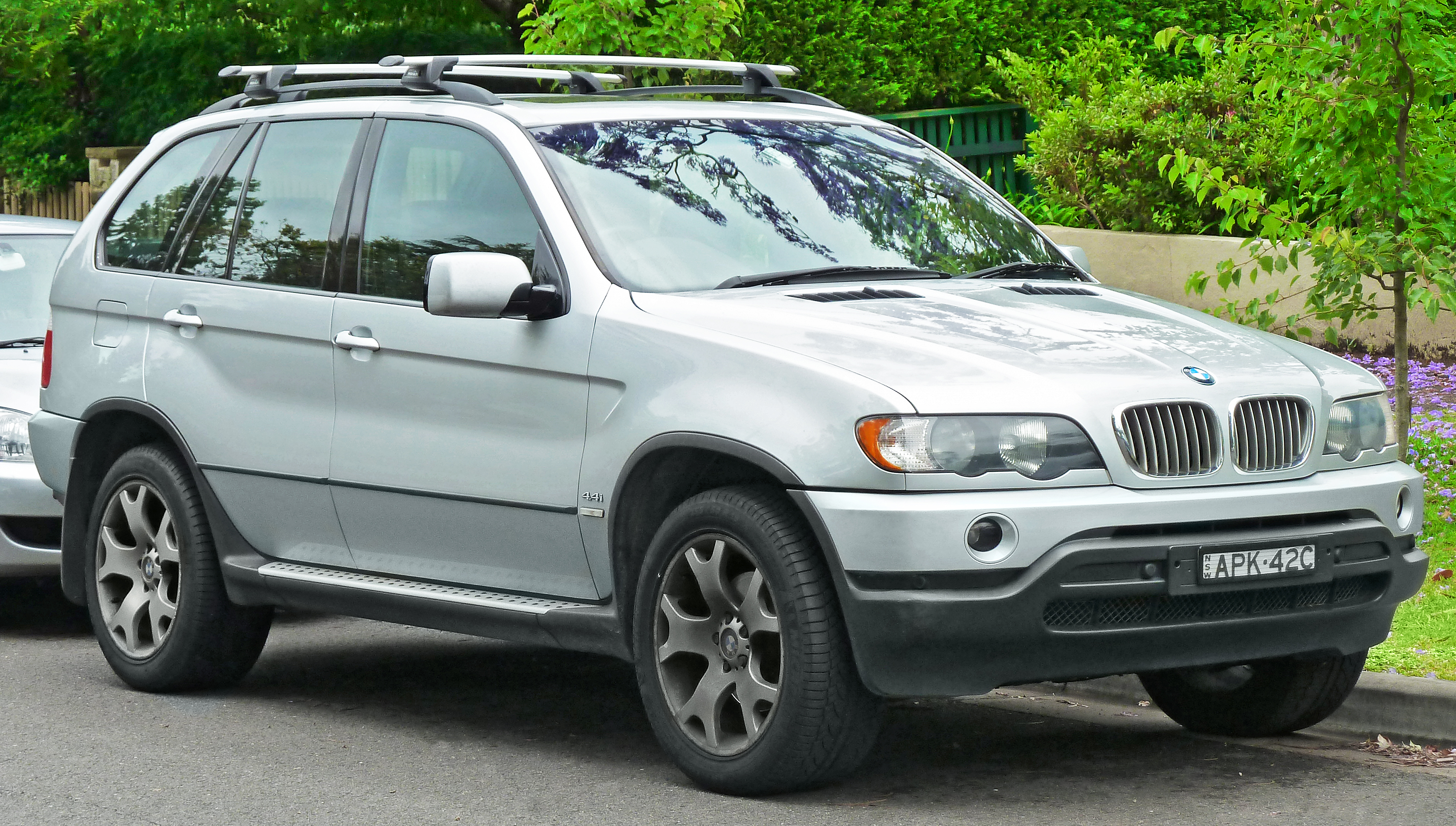
Una X5 4.4i, versione di punta della gamma d'esordio della E53

Il lavoro svolto dal team di designer BMW diretto da Chris Bangle fu finalizzato a conferire al primo SUV della BMW un'impronta tipica delle vetture della Casa bavarese prodotte all'epoca. Si cercò insomma di conferire un indiscutibile family feeling anche a questo modello inedito. Il corpo vettura era circa 15 centimetri più corto di quello della contemporanea Serie 5 E39 Touring, ma era più largo e più alto di una Serie 7 E38. Il frontale mostrava i caratteri tipici della Casa dell'Elica, con ad esempio i gruppi ottici a proiettori sdoppiati coperti da un'unica parabola in vetro: tali gruppi ottici ricordavano nel disegno sia quelli della Serie 3 E46 lanciata l'anno prima, sia quelli della più anziana Serie 5 E39 risalente al 1995. Un altro irrinunciabile stilema nel frontale era la calandra a doppio rene, mentre massiccio era lo scudo paraurti, solo parzialmente verniciato in tinta con la carrozzeria, in modo da conferire un aspetto da off-road alla vettura. La vista laterale vede spiccare la bombature sui passaruota che si uniscono tra loro mediante una terza bombatura nella zona centrale inferiore. Nel complesso la fiancata era abbastanza sobria e si discostava dai SUV prodotti fino a quel momento dalla concorrenza per una caratterizzazione leggermente più sportiva, visibile anche nella zona posteriore, dove era possibile notare l'inclinazione del montante C e la presenza di un piccolo spoiler sul tetto. Le sinergie con il marchio Land Rover hanno lasciato il segno ad esempio nell'adozione del portellone del vano bagagli con lunotto apribile separatamente, una soluzione mutuata dalla Range Rover. I gruppi ottici posteriori erano a forma di L, una soluzione introdotta oltre dieci anni prima con il lancio della Serie 5 E34 e che verrà riproposta nella gamma BMW fino ancora per molti anni, sebbene rivista e ridisegnata.
L'abitacolo, più largo e spazioso rispetto a quello della Serie 5 con cui condivideva la base meccanica, ne riprendeva comunque diverse impostazioni, ma proponeva anche soluzioni differenti, come ad esempio il disegno della console centrale. Era degna di nota anche la capacità del bagagliaio, che in configurazione standard disponeva di 465 litri di volumetria, ma che grazie al divano abbattibile e frazionabile (1/3 - 2/3) salivano a ben 1.550 di capacità.

#### Struttura, meccanica e motori

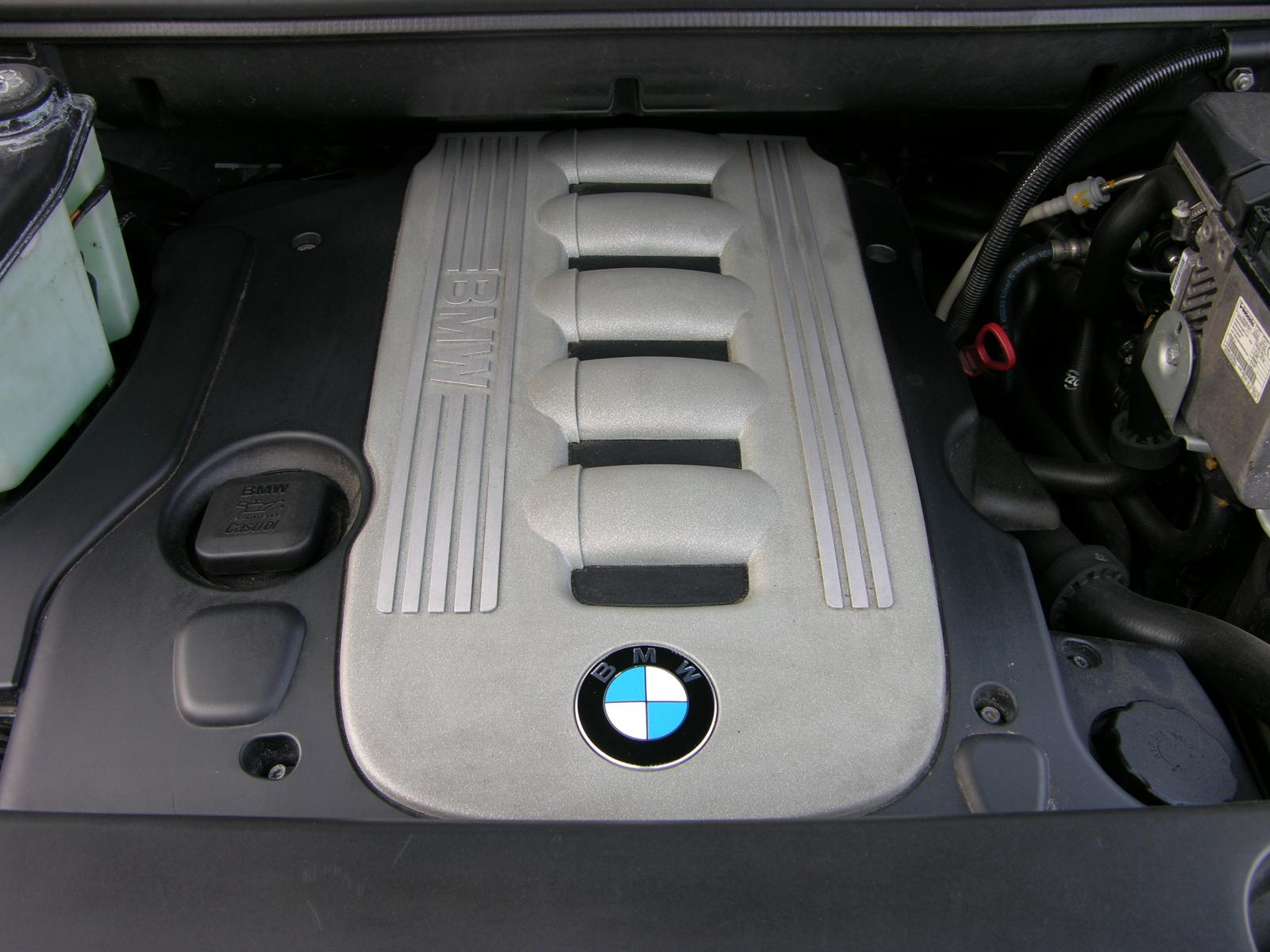
Il motore 3 litri turbodiesel di una X5 3.0d E53

La X5 nasceva come già detto sulla base meccanica della Serie 5 E39, sebbene rivista ed adattata alla nuova tipologia di vettura. La struttura era quindi del tipo a scocca portante, a differenza di molti modelli concorrenti, tra cui la stessa Classe M W163, che ancora nascevano su un telaio separato.
L'avantreno della E53 era fissato su un telaietto ausiliario e prevedeva uno schema MacPherson a doppio snodo ed un retrotreno di tipo multilink, anch'esso montato su telaio ausiliario e derivato dal retrotreno della contemporanea Serie 7. In alternativa, a richiesta era possibile ordinare la vettura con le sospensioni pneumatiche. L'impianto frenante era a doppio circuito idraulico con freni a disco autoventilanti sulle quattro ruote (da 332 mm di diametro anteriormente e da 324 mm posteriormente). Lo sterzo era a cremagliera ed era servoassistito.
Al suo debutto la E53 fu proposta per il mercato europeo in due motorizzazioni, entrambe a benzina:
- 3.0i: motore M54B30 da 2979 cm³ con potenza massima di 231 CV;
- 4.4i: motore V8 M62TÜB44 da 4398 cm³ con potenza massima di 286 CV.

Due le varianti di cambio previste: in abbinamento alla motorizzazione minore viene montato un cambio manuale a 5 marce, mentre per la versione con motore V8 era previsto un cambio automatico a 5 rapporti. Entrambi i tipi di cambio erano prodotti dalla ZF. La trazione era integrale permanente distribuita tra i due assi mediante un differenziale centrale che ripartiva la coppia motrice al 62% sul retrotreno e al 38% sull'avantreno, in modo da conferire un comportamento stradale simile a quello delle normali berline e station wagon. Per quanto riguarda la trazione, la X5 fece tesoro di alcuni ritrovati tecnologici della Range Rover, come l'Hill-Descent Control, ossia il freno elettronico che rallenta la vettura in discesa, e l'Off-Road Management System.
Nell'aprile del 2003 subisce un restyling

### Evoluzione

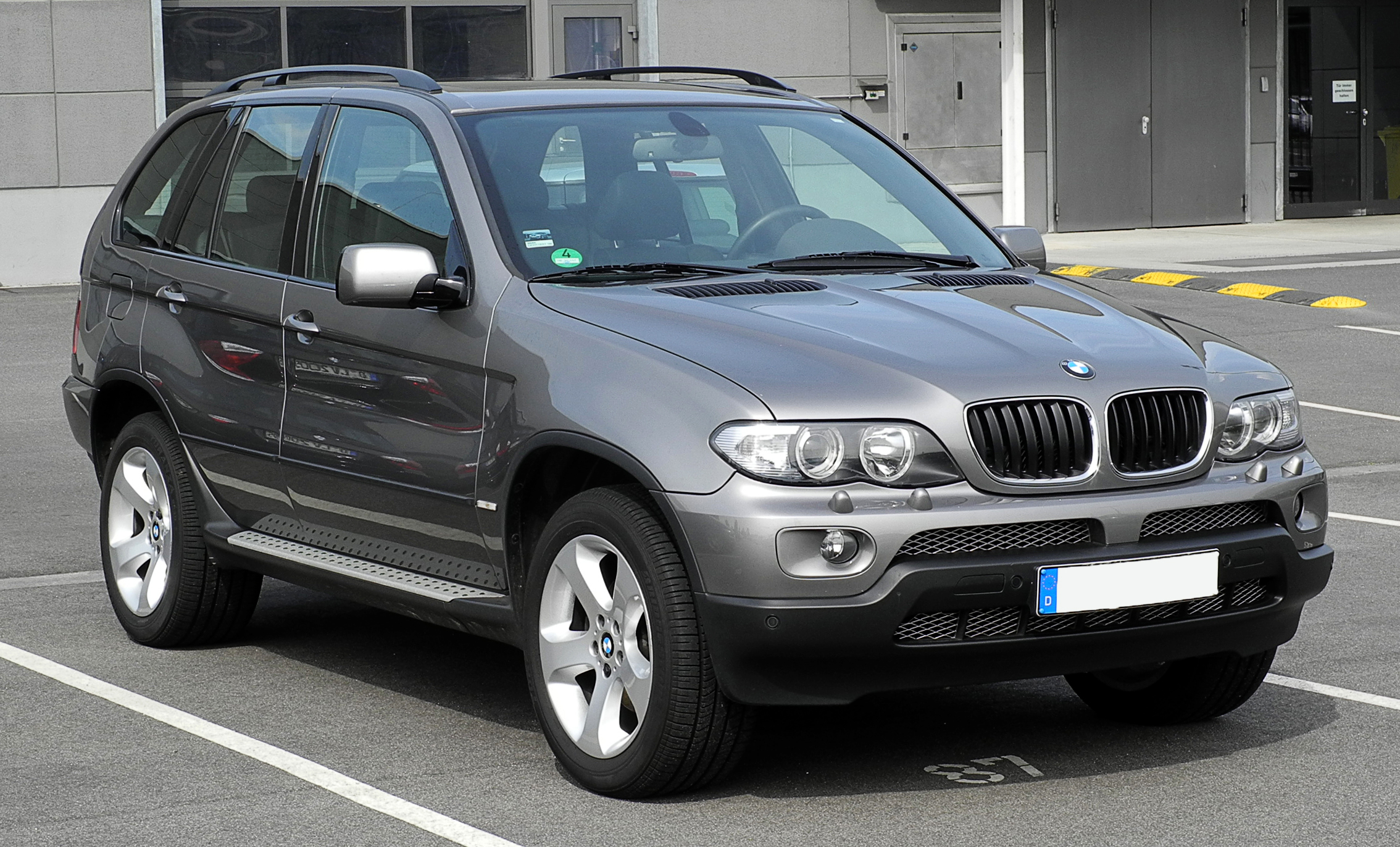
Una X5 E53 dopo il restyling del 2003

Nel 2000, la BMW realizzò una versione ad alte prestazioni in unico esemplare dell'E53. Denominata Le Mans, era dotata di un propulsore V12 da 700 CV derivato dalla BMW V12 LMR.
Fino ai primi mesi del 2001 la gamma della E53 rimase ristretta alle due versioni descritte: le prestazioni erano brillanti in entrambi i casi, ma le velocità massime erano limitate elettronicamente a livelli piuttosto contenuti (201 km/h per la 3.0i ad esempio). Era tuttavia possibile innalzare tale limite grazie ad un pacchetto sportivo opzionale che prevedeva un assetto ribassato, cerchi da 19 pollici e pneumatici più performanti con codice di velocità superiore.
Nell'aprile del 2001 la gamma si ampliò con l'arrivo della X5 3.0d, spinta da un motore turbodiesel common rail da 2926 cm³, in grado di erogare una potenza massima di 184 CV. Nel 2002 arrivò la nuova versione di punta, spinta da un V8 da 4619 cm³ con potenza massima di 347 CV.
Sul finire dell'anno la casa bavarese presentò una concept car basata sulla E53. Denominata X Coupé e presentata al North American International Auto Show di Detroit, si poneva come un ibrido tra un SUV e una coupé sportiva. Come propulsore era equipaggiata di un propulsore 3.0 sei cilindri turbo diesel derivato dalla BMW 530d e gestito da un cambio Steptronic automatico a cinque rapporti. Per compensare le alte prestazioni, nella sezione posteriore del mezzo fu aggiunto uno spoiler a configurazione elettronica che entrava in funzione quando si raggiungevano i 100 km/h. La velocità massima era di 200 km/h. Essendo concepita per la guida fuoristrada, la X Coupé venne dotata dei sistemi di controllo della guida off-road tipici dei modelli x, quali l'All Season Traction (AST), il Dynamic Stability Control (DSC-X) e l'Hill Descent Control (HDC).
Nel 2002 il designer Franco Sbarro presentò una versione speciale del modello X5. Denominato XX5 e costruito in due esemplari presentava la sezione anteriore modificata con un nuovo design.
Nella seconda metà del 2003 arrivò il restyling di metà carriera per la E53: il frontale venne ridisegnato in più punti (gruppi ottici, cofano motore, paraurti, ecc), pur conservando le impostazioni generali. Comparvero anche nuovi faretti fendinebbia sul paraurti anteriore, ripresi da quelli della Serie 3 E46 restyling. Meccanicamente debuttò la prima generazione del sistema di trazione integrale xDrive, che verrà montato per anni anche nei futuri modelli della Casa bavarese, SUV e non solo. La gamma motori vide l'arrivo del nuovo V8 da 320 CV, sempre da 4398 cm³ ma con prestazioni sensibilmente migliorate. Sul fronte diesel, l'unità da 3 litri subì un incremento di potenza e passò da 184 a 218 CV. Scomparve dal listino la 4.6is, che però nell'aprile del 2004 venne sostituita dalla 4.8is, il cui V8 da 4799 cm³ era in grado di erogare fino a 360 CV di potenza massima. Dal punto di vista della sicurezza, la X5 subì delle migliorie che portarono i risultati dei crash-test EuroNCAP da 4 a 5 stelle.
A quel punto la gamma subì solo aggiornamenti di dettaglio, per arrivare al settembre del 2006 quando la gamma della E53 sparì dai listini per lasciare il posto alla serie successiva, la E70.

### Riepilogo caratteristiche
Di seguito vengono riepilogate le caratteristiche delle varie versioni previste per la gamma della E53 in Europa:
| Modello | Motore   | Cilindrata cm³ | Alimentazione           | Potenza CV/rpm | Coppia Nm/rpm  | Cambio/ N°rapporti | Massa a vuoto (kg) | Velocità max | Acceler. 0–100 km/h | Consumo (l/100 km) | Anni di produzione |
| Versioni a benzina                                                                                             |          |                |                         |                |                |                    |                    |              |                     |                    |                    |
| X5 3.0i | M54B30   | 2979           | Iniezione indiretta     | 231/5900       | 300/3500       | M/5                | 1.990              | 2021         | 8"5                 | 12.7               | 05/2000-09/2006    |
| X5 4.4i | M62TÜB44 | 4398           | Iniezione indiretta     | 286/5750       | 440/3900       | AS/5               | 2.095              | 207²         | 7"5                 | 13.9               | 05/2000-09/2003    |
| X5 4.4i | N62B44   | 4398           | Iniezione indiretta     | 320/6100       | 440/3700       | AS/6               | 2.120              | 210³         | 7"                  | 13.1               | 10/2003-09/2006    |
| X5 4.6is | M62B46   | 4619           | Iniezione indiretta     | 347/5700       | 480/3700       | AS/5               | 2.180              | 240          | 6"5                 | 14.9               | 02/2002-07/2003    |
| X5 4.8is | N62B48   | 4799           | Iniezione indiretta     | 360/6200       | 500/3500       | AS/6               | 2.200              | 246          | 6"1                 | 13.5               | 04/2004-09/2006    |
| Versioni a gasolio                                                                                             |          |                |                         |                |                |                    |                    |              |                     |                    |                    |
| X5 3.0d | M57D30   | 2926           | Turbodiesel common rail | 184/4000       | 410/ 2000-3000 | M/5                | 2.095              | 200          | 10"1                | 8.6                | 04/2001-09/2003    |
| X5 3.0d | M57TÜD30 | 2993           | Turbodiesel common rail | 218/4000       | 500/ 2000-2750 | M/6                | 2.095              | 210          | 8"3                 | 8.3                | 10/2003-09/2006    |
| Note: 1215 km/h con pacchetto sportivo ²230 km/h con il pacchetto sportivo ³240 km/h con il pacchetto sportivo |          |                |                         |                |                |                    |                    |              |                     |                    |                    |